# Andante K 1a
L'Andante K 1a è un brano musicale per clavicembalo composto da Wolfgang Amadeus Mozart a Salisburgo nei primi mesi del 1761, all'età di cinque anni.

## Descrizione
Questo brano musicale, in base al numero di catalogazione nell'ultima edizione del catalogo Köchel, è la prima composizione di Mozart. La sua partitura si trova nel cosiddetto Nannerl Notenbuch, un piccolo quaderno che Leopold Mozart utilizzava per insegnare musica ai suoi figli. L'originale è scritto dalla mano dello stesso Leopold, giacché il piccolo Wolfgang non era ancora in grado di scrivere le note da solo. Sulla sinistra dell'autografo, assieme ai pezzi 1b e 1c dall'alto al basso c'è la seguente annotazione di Leopold Mozart: Composizioni del piccolo Wolfgang dei primi 3 mesi del suo quinto anno.
Si tratta di un brano assai breve, di sole dieci battute, nella tonalità di Do maggiore.
La composizione inizia con una semplice frase, contenuta in un'unica battuta in 3/4, che viene ripetuta. Segue una seconda frase della stessa dimensione, parimenti ripetuta. All'inizio della quinta battuta il metro cambia in 2/4 e per quattro battute viene sviluppata una frase di sapore barocco. Il brano si chiude infine con una cadenza autentica.